# 1830-е годы в театре
1830-е годы в театре

## Знаменательные события
- В январе 1831 года была впервые поставлена пьеса «Горе от ума» на сцене будущего Александринского театра
- 17 декабря 1831 года — открылся Мейнингенский театр[1].
- 31 августа (12 сентября) 1832 года открылся Александринский театр (ныне пл. Островского, Санкт-Петербург)[2].
- 1832 — премьера оперы Франца Йозефа Глезера на либретто Карла фон Хольтея «Орлиное гнездо».
- 24 февраля 1833 года — оперой Джоаккино Россини «Севильский цирюльник» открылся театр Вельки в Варшаве[3].
- 9 декабря 1836 года — в петербургском Большом театре состоялась премьера оперы «Иван Сусанин» М. И. Глинки.
- 1836 — российская премьера драмы Йозефа фон Ауффенберга «Заколдованный дом» (перевод Платона Ободовского; в главной роли короля Людовика XI выступали Василий Каратыгин и Павел Мочалов).
- 1837 — в Венеции сгорел театр «Ла Фениче».
- 22 августа 1837 — в Пеште открылся Пештский венгерский театр, его первым директором стал Йозеф Байза.
- 28 февраля 1838 года — открылся Гран-театро в Гаване[4].
- 21 января 1839 года — открылся Шведский театр Турку.
- 1839 — в Малом театре дебютировал основатель династии Садовских — Пров Михайлович Садовский.
- 1839 — Николай Хрисанфович Рыбаков создал на сцене образ Гамлета, считающийся одним из лучших в его творчестве.
- В ходе гастролей Певческой академии Драйсига в Санкт-Петербурге была исполнена Торжественная месса Людвига ван Бетховена (впервые в России)

## Персоналии
- 1833, Бордо — певица Жозефина Фодор-Менвьель в последний раз появилась на публике.

### Родились
- 21 февраля 1831 года — Анри Мельяк, французский драматург и оперный либреттист.
- 5 сентября 1831 года — Викторьен Сарду, французский драматург.
- в 1836 году — Надежда Константиновна Богданова, русская балерина[5].
- 9 февраля 1837 года — Анри Бек, французский драматург и литературный критик.
- 29 июня (11 июля) 1838 года — Марфа Николаевна Муравьёва, русская балерина,
- в 1839 году — Прасковья Прохоровна Лебедева, русская балерина, балетный педагог[6].

### Скончались
- в 1836 году в Париже умер Жан-Франсуа Куло́н, французский балетный танцор и педагог.
- 7 ноября 1837 года в Киеве умер Шарль Дидло́, балетный танцор и балетмейстер.
- 9 (21) сентября 1838 года умер Фёдор Фёдорович Кокошкин — русский театральный деятель, драматург, переводчик пьес; первый директор московской труппы императорских театров.